# Ascosphaera pollenicola
Ascosphaera pollenicola är en svampart som beskrevs av Bissett 1988. Ascosphaera pollenicola ingår i släktet Ascosphaera och familjen Ascosphaeraceae.   Inga underarter finns listade i Catalogue of Life.